# 細うで繁盛記
『細うで繁盛記』（ほそうではんじょうき）は、1970年1月8日から1971年4月1日まで、よみうりテレビで製作され、日本テレビ系列で放送されたテレビドラマ。毎週木曜日の21時30分から22時26分に放送された。

## 解説
近畿地区では最高視聴率38.0％を記録、関東地区では放映開始当初3-5％前後で不振をかこったが1970年3月頃から二桁に乗せ、同年5月には14％にまで上昇した。この数字を受けよみうりテレビは元来2クールとしていた放送予定期間を数度延長し、1年以上に及ぶ長編テレビドラマとなったものである。7月には同時ネット局17社中10社で、NHK連続テレビ小説「虹」を遥かに凌駕し、各地区視聴率第1位を記録、開局以来最高の73.7％を記録した日本海テレビをはじめ青森などで70％を超え、12月には80％を記録する局も現れた。
好評だったため続編が作られ、1972年1月6日 - 1973年3月29日に第2シリーズ、1973年8月23日 - 1974年2月14日に「新・細うで繁盛記」が放送された。
オープニングで「銭の花の色は清らかに白い。だが蕾は血がにじんだように赤く、その香りは汗の匂いがする」という主人公・加代役の新珠三千代のナレーションが入った。
正子役の冨士眞奈美は「いびり役」の演技を自らの判断でカリカチュアし、後ろで結んだだけのぼさぼさの髪、牛乳瓶の底のような近眼鏡をかけ、伊豆弁で「ちょっくら! 加代、おみゃーの出る幕じゃあ にゃーズラよ!」「加代!おみゃーの言うとおりにゃさせにゃーで!」「犬にやる飯はあってもおみゃーにやる飯はにゃーだで!」というようなセリフを口にして、視聴者に強烈な印象を与えた。本作では「憎まれ役」だが意外にも視聴者の人気を得て、これらをパロディーにしたテレビCMも製作された。冨士がCMの最後ににっこり微笑みながら眼鏡を外すシーンを見て、意外に美人なのがまた話題になった。以後、「どてらい男」の坂田軍曹役の藤岡重慶と並び 、「憎まれ役が人気者になる」パターンを作り上げた。
その後、放送局をフジテレビ系列に移し、1994年・1995年・2006年に金曜エンタテイメント枠で、2007年に金曜プレステージ枠でスペシャルドラマとしてリメイク版が放送された。

## 原作
花登筺『銭の花』（静岡新聞夕刊に連載されていた小説）。テレビドラマ化の際に、関東では銭という言葉に抵抗感があるという理由で、細うで繁盛記というタイトルに変更された。

## あらすじ
大阪生まれの加代が、伊豆・熱川温泉の老舗旅館「山水館」の元に嫁ぎ、旅館を盛り立てていく物語。
大阪の料亭南地楼の孫娘加代は「こいさん」と呼ばれ、その時々に祖母ゆうから大阪商人の心構えを聞かされていた。そして、若い板前清ニにほのかな恋心をいだいていた。しかし、終戦後南地楼は没落し、加代は騙されるようにして伊豆熱川の小さな旅館山水館の正吾の元に嫁ぐ。熱川の旅館は伝統的な営業方針を守ろうとする福原屋派と、新しい時代の温泉ホテルへ変わろうとする大西館派に分かれていた。山水館は福原屋についていた。
結婚初夜、夫正吾は戦傷のため男としての務めを果たせない身体であることがわかる。加代は山水館をもり立てて大きな旅館にすることを夢見る。復員してきたかつての恋人清二、南地楼の番頭の善三、仲居のお多福が加代の元に次々に集まってきた。しかし、伝統的な商売を続けていこうとする義父、正吾、正子はことごとく加代の夢の実現の邪魔をする。ただ一人、義妹の春江だけが加代の味方となった。戦後の復興期の中で徐々に温泉地への客が増え始めていた。
加代はその商機をのがさず、新しいアイデアと温かい心遣いで徐々に客を増やし続けていく。そして十数年、山水館は熱川でも指折りの大旅館に成長する。加代は夫とは言えない夫である正吾に操をたて（それは山水館の女将の立場を確保するためでもあるが）、恋心を抱く清二とは結ばれようとはしなかった。義妹の春江が清二と結婚したいと申し出た時にそれを許し、正吾の妻、山水館の女将であり続けた。
続編では、加代は正子たちの策略にかかり山水館の経営権を奪われてしまう。失意の加代は、半島の西海岸にある土肥にあてもなく流されてしまう。そこで安楽館の若い主人と知り合い、新しい旅館海花亭を開く。しかし、土肥は金鉱山の採掘に伴い源泉が枯れ温泉地として危機に瀕していた。加代は俊作を助けて土肥温泉復活のために働いていく。善三たちが山中で見つけた新しい源泉によって土肥温泉は復活した。
次に客を運ぶためにバスを確保するように運動を続けた。一方熱川では、義妹春江と清二らの働きによって再び山水館の経営権は取り戻されていた。しかし、春江は清二の子供を産んだ後、亡くなってしまう。その後加代は伊豆の稲取に新しい旅館松船閣を建ててその経営をお多福に任せる。そして山水館をますます大きく発展させていく。
『新・細うで繁盛記』は前2作とは内容が異なり「大阪を舞台に、若い未亡人が複雑な婚家の人間関係のなかに身を置きながら、夫の残した借財を持ちまえの根性とアイデア商法によって完済するドラマ」である。

## よみうりテレビ版
放送ライブラリーで第1話を閲覧することができる。

### キャスト
- 関口 加代 - 新珠三千代

前向きな性格で、旅館運営に心血を注ぐ。
- 原田 正吾（加代の夫） - 滝田裕介

戦争に出兵していた際に負った傷が元で、男性としての務めができない体となった。
- 正子（正吾の妹） - 冨士眞奈美

加代を疎み、常にキツい言葉を浴びせるなど嫌がらせをしている。
- 春江（正吾の妹） - 柏木由紀子

優しい性格で、加代の理解者。
- 正吾の父 - 吉田義夫
- 正吾の叔父 - 田中春男 ※第1シリーズ途中で病気降板し、石浜祐次郎が代演。第2シリーズで復帰。
- 正吾の叔母 - 赤木春恵
- 清二（山水館板長） - 高島忠夫
- 善三（山水館板前） - 大村崑
- お多福（山水館仲居・善三の妻） - 園佳也子
- 徳川（山水館仕入れ係） - 谷幹一
- 大西館の主人 - 神山繁
- 大西館の妻（正吾の許嫁） - 弓恵子
- 福原屋の主人 - 内田朝雄
- 糸商の旦さん - 大友柳太朗
- ゆう（加代の祖母） - 浪花千栄子
- 俊作（安楽館の主人） - 本郷功次郎
- 土肥（町長） - 加東大介
- 関口一之助（加代の父） - 石田茂樹
- 関口せつ（加代の母） - 風見章子
- 石島和子（加代の姉） - 雪代敬子
- 石島（和子の夫） - 飯沼慧
- 日下部 - 人見きよし
- 志津江（春江の娘） - 徳永れい子（成人期）※第2シーズンより
- 敬一（善三の息子） - 朝倉隆 ※第2シーズンより
- 太郎（正子の息子） - うたた賢 ※第2シーズンより
- 松村達雄

### スタッフ
- 原作・脚本 - 花登筺『銭の花』より
- 演出 - 小泉勲
- 音楽 - 小川寛興
- 製作 - よみうりテレビ・東宝

### サブタイトル

#### 第1期
| 1. 1970年1月8日 「加代の嫁入り」 2. 1970年1月15日 「正五の身上」 3. 1970年1月22日 「うちわの骨」 4. 1970年1月29日 「初めての客」 5. 1970年2月5日 「子供の喧嘩」 6. 1970年2月12日 「すべて商売や」 7. 1970年2月19日 「正子の家出」 8. 1970年2月26日 「加代の勇気」 9. 1970年3月5日 「加代の直訴」 10. 1970年3月12日 「正子の変身」 11. 1970年3月19日 「加代の金策」 12. 1970年3月26日 「加代の手柄」 13. 1970年4月2日 「黒い灰」 14. 1970年4月9日 「二人対三人」 15. 1970年4月16日 「機会を逃がすな」 16. 1970年4月23日 「女の意地」 17. 1970年4月30日 「里帰り」 18. 1970年5月7日 「妻は哀しき」 19. 1970年5月14日 「おまけとは!!」 20. 1970年5月21日 「母」 21. 1970年5月28日 「おかみの死」 22. 1970年6月4日 「母と娘」 23. 1970年6月11日 「母子草」 24. 1970年6月18日 「にゃあずら!」 25. 1970年6月25日 「妨害」 26. 1970年7月2日 「陰謀」 27. 1970年7月9日 「お客は神さま」 28. 1970年7月16日 「本日開店」 29. 1970年7月23日 「妻とおかみの間」 30. 1970年7月30日 「顔」 31. 1970年8月6日 「風呂のない温泉旅館」 32. 1970年8月13日 「故郷の家」 33. 1970年8月20日 「心と心の結びつき」 | 34. 1970年8月27日 「女ごころ」 35. 1970年9月3日 「父の遺言」 36. 1970年9月10日 「うわさ」 37. 1970年9月17日 「父の葬式を」 38. 1970年9月24日 「愛をみつめて」 39. 1970年10月1日 「計略失敗」 40. 1970年10月8日 「愛と憎しみ」 41. 1970年10月15日 「もめごとの間に」 42. 1970年10月22日 「破滅」 43. 1970年10月29日 「結婚」 44. 1970年11月5日 「対決」 45. 1970年11月12日 「女が急にしゃべるとき」 46. 1970年11月19日 「塩と華」 47. 1970年11月26日 「池の端のズイキ」 48. 1970年12月3日 「借金とは」 49. 1970年12月10日 「のれん」 50. 1970年12月17日 「信じること」 51. 1970年12月24日 「塩の花」 52. 1970年12月31日 「総集編・加代と銭の花」 53. 1971年1月7日 「初商売」 54. 1971年1月14日 「ギゼイ台風」 55. 1971年1月21日 「正五の死」 56. 1971年1月28日 「正五の遺言」 57. 1971年2月4日 「晴れる日曇る日」 58. 1971年2月11日 「一本の線」 59. 1971年2月18日 「商売人とは」 60. 1971年2月25日 「姉妹たち」 61. 1971年3月4日 「事業化と事業屋」 62. 1971年3月11日 「ゼロからの出発」 63. 1971年3月18日 「南地楼株式会社」 64. 1971年3月25日 「損して得とれ」 65. 1971年4月1日 「銭の花」 |

#### 第2期
| 1. 1972年1月6日 「裏と表」 2. 1972年1月13日 「伊勢海老」 3. 1972年1月20日 「傷のある男女」 4. 1972年1月27日 「信用とは!」 5. 1972年2月3日 「出口を調べろ」 6. 1972年2月10日 「手違い」 7. 1972年2月17日 「危篤」 8. 1972年2月24日 「先を読む目」 9. 1972年3月2日 「メッキとほんもの」 10. 1972年3月9日 「おかみと母親」 11. 1972年3月16日 「見えぬ圧力」 12. 1972年3月23日 「目に見えぬ原因」 13. 1972年3月30日 「竹と柳」 14. 1972年4月6日 「おとり」 15. 1972年4月13日 「客を守れ」 16. 1972年4月20日 「破局の前」 17. 1972年4月27日 「欠点を知れ」 18. 1972年5月4日 「良心とは」 19. 1972年5月11日 「顔に出すな」 20. 1972年5月18日 「台風一過」 21. 1972年5月25日 「五平の正体」 22. 1972年6月1日 「去り行く加代」 23. 1972年6月8日 「別離」 24. 1972年6月15日 「さまよう加代」 25. 1972年6月22日 「宝物を生かせ」 26. 1972年6月29日 「売物は大切に!」 27. 1972年7月6日 「善意の誤解」 28. 1972年7月13日 「耐える加代」 29. 1972年7月20日 「一を十に」 30. 1972年7月27日 「再起に賭ける加代」 31. 1972年8月3日 「加代と山水館」 32. 1972年8月10日 「死神を生神に」 33. 1972年8月17日 「信用ある旅館に」 | 34. 1972年8月24日 「加代とひろ子」 35. 1972年8月31日 「悩める加代」 36. 1972年9月7日 「再起する加代」 37. 1972年9月14日 「生きることの難しさ」 38. 1972年9月21日 「笑顔を忘れずに」 39. 1972年9月28日 「温泉発見」 40. 1972年10月5日 「加代と清二」 41. 1972年10月12日 「温泉噴出!!」 42. 1972年10月19日 「塀の向う側は?」 43. 1972年10月26日 「闘う加代」 44. 1972年11月2日 「祭りの夜に」 45. 1972年11月9日 「親心」 46. 1972年11月16日 「うその恐しさ」 47. 1972年11月23日 「加代への風あたり」 48. 1972年11月30日 「破れた留袖」 49. 1972年12月7日 「結婚式の席で」 50. 1972年12月14日 「二つの目」 51. 1972年12月21日 「山水館の危機」 52. 1972年12月28日 「再び加代の手に」 53. 1973年1月4日 「加代たちの念願」 54. 1973年1月11日 「初恋」 55. 1973年1月18日 「生さぬ仲」 56. 1973年1月25日 「二人の重病人」 57. 1973年2月1日 「一本の糸」 58. 1973年2月8日 「めぐり逢い」 59. 1973年2月15日 「南地楼の跡」 60. 1973年2月22日 「幸福は自分の手で」 61. 1973年3月1日 「恩讐」 62. 1973年3月8日 「志津江の縁談」 63. 1973年3月15日 「愛と憎しみ」 64. 1973年3月22日 「忍耐」 65. 1973年3月29日 「おかみと女の幸福」 |

#### 新・細うで繁盛記
| 1. 1973年8月23日 「夫の死」 2. 1973年8月30日 「夫婦のきずな」 3. 1973年9月6日 「きびしい門出」 4. 1973年9月13日 「ゆう子の目的」 5. 1973年9月20日 「探索」 6. 1973年9月27日 「罠」 7. 1973年10月4日 「からくり」 8. 1973年10月11日 「決心」 9. 1973年10月18日 「体裁では喰えぬ」 10. 1973年10月25日 「まやかしの言葉」 11. 1973年11月1日 「足許を見られるな」 12. 1973年11月8日 「迷惑をかけるな」 13. 1973年11月15日 「目玉商品を考えろ」 | 14. 1973年11月22日 「試作品」 15. 1973年11月29日 「染めえの発想」 16. 1973年12月6日 「土壇場の力」 17. 1973年12月13日 「会長の死」 18. 1973年12月20日 「遺言状公開」 19. 1973年12月27日 「信用」 20. 1974年1月3日 「希望」 21. 1974年1月10日 「商品完成」 22. 1974年1月17日 「注文殺到」 23. 1974年1月24日 「黒幕」 24. 1974年1月31日 「脅迫」 25. 1974年2月7日 「生きる目的」 26. 1974年2月14日 「本当の嫁」 |

| 日本テレビ系 木曜21:30 - 22:26枠（よみうりテレビの制作枠）         | 日本テレビ系 木曜21:30 - 22:26枠（よみうりテレビの制作枠） | 日本テレビ系 木曜21:30 - 22:26枠（よみうりテレビの制作枠） |
| 前番組                                                             | 番組名                                                     | 次番組                                                     |
| ------------------------------------------------------------------ | ---------------------------------------------------------- | ---------------------------------------------------------- |
| 検事霧島三郎 （1969.10.2 - 12.25）                                 | 細うで繁盛記（第1部） （1970.1.8 - 1971.4.1）              | ぼてじゃこ物語 （1971.4.8 - 12.30）                        |
| 日本テレビ系 木曜21:30 - 22時台後半枠（よみうりテレビの制作枠）    |                                                            |                                                            |
| ぼてじゃこ物語 （1971.4.8 - 12.30）                                | 細うで繁盛記（第2部） （1972.1.6 - 1973.3.29）             | らっきょうの花 （1973.4.5 - 8.16）                         |
| 日本テレビ系 木曜22:25 - 22:26枠（当番組までよみうりテレビ制作枠） |                                                            |                                                            |
| ぼでじゃこ物語 ※21:30 - 21:26                                      | 細うで繁盛記（第2部） （1972.1.6 - 9） 【1分縮小して継続】 | NNNニューススポット ※22:25 - 22:30 【1分拡大して継続】     |
| 日本テレビ系 木曜21:30 - 22:30枠（よみうりテレビの制作枠）         |                                                            |                                                            |
| らっきょうの花 （1973.4.5 - 8.16）                                 | 新・細うで繁盛記 （1973.8.23 - 1974.2.14）                 | おきばりやす （1974.2.21 - 3.28）                          |

## フジテレビ版

### 1994年・1995年版
1994年5月20日に第1作、1995年2月3日に第2作が放送された。

#### キャスト
- 加代 - 古手川祐子
- 正五 - 内藤剛志
- 八重子 - 赤木春恵
- 君江 - 生田智子
- 正子 - 斉藤慶子（第1作）、清水由貴子（第2作）
- 布施博
- 西川峰子
- 藤岡琢也
- 大空真弓
- 目黒祐樹
- 北村総一朗
- 鳳八千代

#### スタッフ
- 原作 - 花登筺『銭の花』より
- 脚本 - 清水曙美
- 演出 - 中村金太
- 製作 - フジテレビ・東宝・国際放映

### 2006年・2007年版
「新・細うで繁盛記」のタイトルで、2006年1月20日に第1作、2007年2月23日に第2作が放送された。

#### キャスト
- 関口 加代 - 沢口靖子
- 原田 正子 - 荻野目慶子
- 原田 正五 - 勝村政信
- 原田 春江 - 田畑亜弥
- 大原 富士子 - 星由里子
- 伊吹 清二 - 松村雄基（第1作）→杉本哲太（第2作）
- 中西 数馬 - 鈴木ゆうじ
- 善造 - 大村崑
- お多福 - 青木和代（第1作）→正司花江（第2作）
- 関口 ゆう - 新珠三千代（写真出演）
- 和泉ちぬ、田京恵、姫小松まろ、村上玲子、少路勇介

第1作ゲスト
- 野田 勝子 - 塩沢とき
- 今田課長 - 松澤仁晶
- 清水宏、坂本小吉、山崎大輔、久保晶、尾崎右宗、古村隼人

第2作ゲスト
- 福西 宗一郎 - 綿引勝彦
- 菊地 恵子 - 仁藤優子
- 岩田 - 曽雌達人
- 倉田 久美 - あめくみちこ
- 倉田 良樹 - 田中隆三
- 目黒修一 - 市川勇
- 松江正 - 野口雅弘
- 増田未亜、石井愃一、西田聖志郎、古村隼人

#### スタッフ
- 原作 - 花登筺『銭の花』より
- 監修 - 楠美昌
- 脚本 - さとうしょう
- 監督 - 赤羽博
- テーマ音楽 - 小川寛興
- 題字 - 松村雄基
- 選曲・効果 - 石井和之
- ロケ協力 - 伊豆市観光協会土肥支部、佐原市、駿河湾フェリー
- ボディスタント - FCプラン
- 技術協力 - 東通、ブル
- 美術協力 - 東宝映像美術、アックス
- 照明協力 - ラ・ルーチェ
- 装飾 - 京映アーツ
- プロデュース - 阿部謙三、佐藤善宏
- 製作 - フジテレビ・東宝

## 備考
- 2006年放送の一部の前宣伝において、「沢口靖子は4代目」と報道されたが、実際には上記のように3代目である。これは、1994年にテレビ朝日系列で放送された「菊亭八百善の人びと 幻の高級江戸料理! 美人女将の細うで繁盛記」（宮尾登美子原作、賀来千香子主演）を間違えて数えたことによる。

- 新珠版の放送当時は、2インチVTRで収録されたため、操作や編集のわずらわしさに加え、テープが高額であるため、重ね録りや他番組に使いまわされることが多かったため、新珠版のVTRは、第1話と最終回しか映像が残っていないとされている。
- これらのモデルとなったのが熱川温泉に実在する旅館であった。「福原屋」は現在の「ホテルカターラ福島屋」、大西館は「ホテル大東館」、山水館は「ホテル大東館」の旧館であった「山水」であった。しかし1986年2月、「ホテル大東館」の旧館であった「山水」が火災を起こして全焼し、24名の死者を出した（火災当時すでに老朽化が進んでいたが、新館が満室の場合に補助的に使われていた）。この時「ホテル大東館」と「山水」に隣接していた熱川グランドホテルの一部にも延焼した。（ホテル大東館火災）この火災で「ホテル大東館」は大きなイメージダウンを被り、別館として営業していた熱川ロイヤルホテル（大東館に隣接していた）を売却、名称も「ホテルセタスロイヤル」と改称しているが、運営会社の合資会社大東館はこの設備投資を回収できず、2009年6月17日に民事再生法の適用を申請し、経営破綻した[6]。
- 撮影は、花登筺が原作の執筆のために宿泊した縁もあり、2006年版、2007年版ともに、西伊豆土肥温泉の庭園旅館「玉樟園新井」でロケーション撮影されている[7]。

## パロディー
- フジテレビ系で放映された「ダウンタウンのごっつええ感じ」でこのドラマをもとに再現化した「木瓜の花」というミニドラマ（コントではない）が1993年4月～9月までオンエアされており、この時も正子役で富士真奈美が出演していた。なお加代役（この時の名前は浜子）は浜田雅功が演じた。
- この他、1983年2月19日にフジテレビ系オレたちひょうきん族内のコーナー、ひょうきん連続テレビ小説で、「やせ腕繁盛記」としてパロディーが行なわれた。加代役は明石家さんま、正子役は山田邦子、正一役はオール巨人、福原の旦さん役は大平シロー、他女将役は春やすこ・けいこ、島崎俊郎。ナレーターは小原乃梨子が務めた。
- 日本テレビ系のバラエティ番組「さんま・一機のイッチョカミでやんす」でも明石家さんまと小堺一機による同作のパロディコント「細うでSHOWbyショーバイ繁盛記」としてオンエアされたことがある。